# 蕭崗花園社区
蕭崗花園社区（しょうこうかえんしゃく）は、広州市白雲区雲城街道の社区。

## 交通
- 地下鉄の駅：
- バス：